# Toivo Kuula: Opus 4
In het oeuvre van Toivo Kuula is Opus 4 ingericht als de bundeling van liederen voor koor. Het opusnummer geeft geen specifieke titel, zoals bijvoorbeeld wel het geval bij is opus 9 dat staat voor Zuid-Oost-Botnische suite nr. 1.
Kuula schreef tientallen liederen voor zangstem en/of koor met en zonder begeleiding. Opus vier bevat acht toonzettingen van liederen specifiek voor mannenkoor zonder begeleiding (a capella). De meeste van die toonzettingen zijn vierstemmig met twee tenor- en twee baritonstemmen ook wel aangeduid met TTBB. Bijzonder aan de liederen 4 en 8 is dat een solistische baritonstem is toegevoegd.
De liederen zijn geschreven in de romantische stijl waarin Kuula in eerste instantie les heeft gekregen. Het romantische blijkt voorts uit de keus, twee van de liederen grijpen terug op de Kanteletar, twee op plaatselijke volksliedjes en vier op gedichten. De twee volksliedjes zijn afkomstig uit de geboortestreek van Kuula Etelä-Pohjanmaa. De liederen werden veelal los van elkaar uitgevoerd.
De acht gebundelde liedjes in opus 4 zijn:
- opus 4.1: Metsän kuninkaalle (De koning van het woud) Kanteletar II:333; gecomponeerd in 1906; andante con moto in F-majeur
- opus 4.2: Yllätä ikuinen yö (Kom eeuwige nacht) van L. Onerva/Hilja Onerva Lehtinen; gecomponeerd in 1906; in es-mineur
- opus 4.3: Illalla (Avond) van Eino Leino; gecomponeerd in 1907; allegretto in A-majeur
- opus 4.4: Pappani maja (Mijn vaders hut), gecomponeerd in 1908, volksliedje; g-mineur
- opus 4.5: Virta venhettä vie (Met de stroom meegaan) van Eino Leino; gecomponeerd in 1906; moderato in bes-mineur
- opus 4.6: Henteli, volksliedje; gecomponeerd in 1908; allegro in D-majeur
- opus 4.7: Kullervon laulu (Kullervo’s lied) uit de Kanteletar I:36; gecomponeerd in 1909; grave, in as-mineur
- opus 4.8: Vanha vaimo (De oude vrouw) van Eino Leino; gecomponeerd in 1910; grave in a-mineur

Van de bundel is een opname beschikbaar uit 1982 en 1983, die geperst werden op een elpee op het platenlabel Finlandia. Het vervolg betekende verder pech voor de componist. Hij overleed op jonge leeftijd, zijn muziek werd overschaduwd door die van Jean Sibelius en werd weinig uitgevoerd. Na 1983 raakten de originele mastertapes van de liederen zoek. De cd werd geperst vanaf een nog gave elpee (mint condition). Het was toen 1993; niet veel later ging Finlandia failliet.     